# Bernhard Boll (Erzbischof)

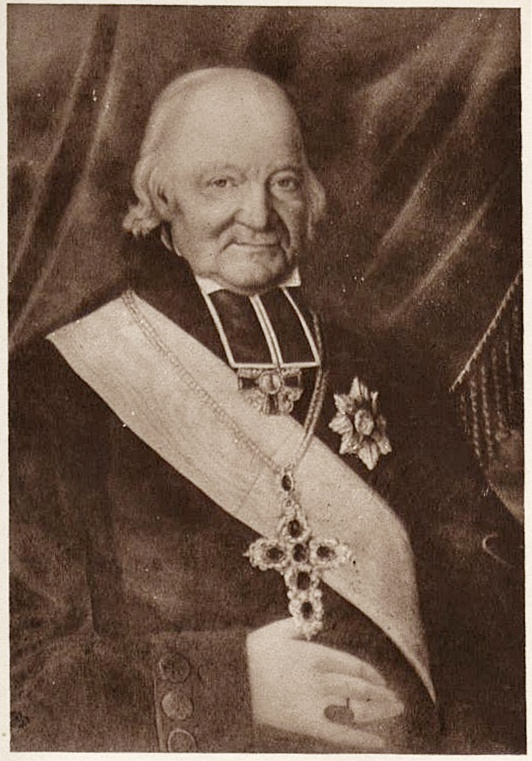
Erzbischof Bernhard Boll

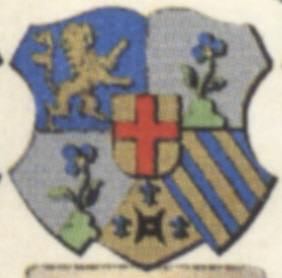
Wappenschild von Erzbischof Boll

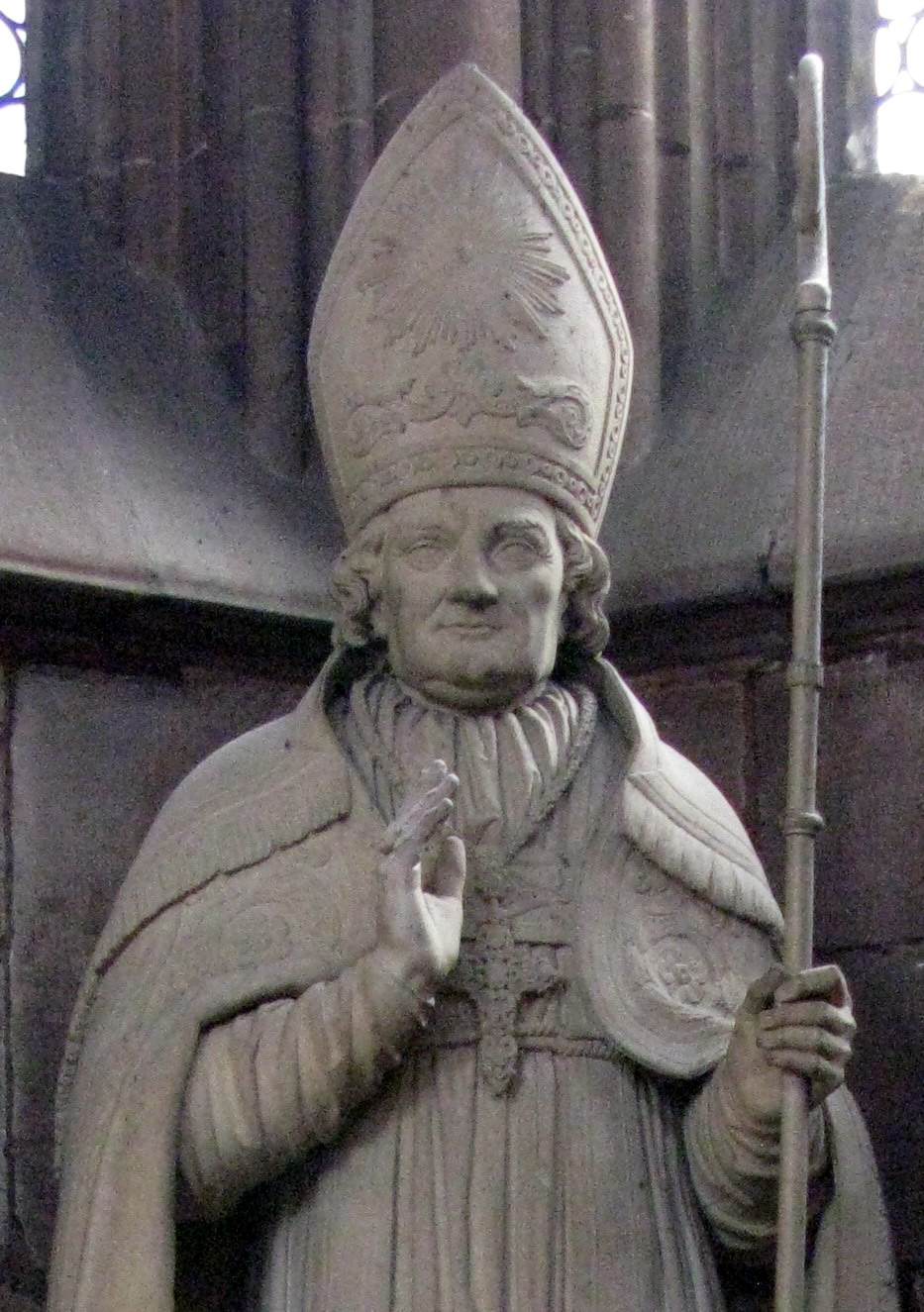
Bernhard Boll, Steinskulptur im Freiburger Münster, Ausschnitt

Bernhard Boll SOCist (* 7. Juni 1756 in Stuttgart als Johann Heinrich Boll; † 6. März 1836 in Freiburg im Breisgau) war der erste Erzbischof des 1821 neu gegründeten Erzbistums Freiburg.

## Leben
Er wurde als Johann Heinrich Boll am 7. Juni 1756 in Stuttgart geboren. Nach theologischen Studien ab 1772 als Novize bei den Jesuiten in Rottweil und anschließend am Theologenkonvikt in Dillingen an der Donau trat er 1774 ins Zisterzienserkloster Salem ein; er erhielt den Klosternamen Bernhard. Wegen charakterlicher Mängel (er galt als intelligent, aber überheblich und cholerisch) wurde sein Noviziat um ein Jahr verlängert. Am 13. November 1776 legte er die Feierliche Profess ab.
Bernhard Boll entwickelte sich schnell zu einem verlässlichen Ordensmann und profilierten Gelehrten. 1780 empfing er die Priesterweihe und war in der Folgezeit Professor für Philosophie in Salem sowie im Zisterzienserkloster Tennenbach. 1805 wurde er als Philosophieprofessor an die Universität Freiburg berufen, und vier Jahre später übernahm er zusätzlich das Amt des Pfarrers am Freiburger Münster.
Durch die Säkularisation und die politische Neuordnung nach dem Reichsdeputationshauptschluss mussten in der Folge auch die Bistümer neu geordnet werden. Das alte Bistum Konstanz wurde durch Papst Pius VII. aufgelöst und die Erzdiözese Freiburg, ebenso wie die gesamte Oberrheinische Kirchenprovinz, mit der Bulle „Provida solersque“ vom 16. August 1821 neu errichtet. Das neue Bistum umfasste vor allem das gesamte neu geschaffene Großherzogtum Baden. Eine der größten Schwierigkeiten bestand darin, sich über die Person des ersten Erzbischofs und Metropoliten einig zu werden und einen für den Papst wie für Großherzog Ludwig von Baden akzeptablen Kandidaten zu finden. 1824 schlug Ludwig dem Papst Leo XII. Bernhard Boll als Kompromisskandidaten vor. Den ersten Kandidaten Ignaz Heinrich von Wessenberg hatte dieser abgelehnt, der zweite, Ferdinand Geminian Wanker, starb im Laufe der Verhandlungen. Am 21. Oktober 1827 wurde der neue Metropolit Boll schließlich vom Kölner Erzbischof Ferdinand August von Spiegel konsekriert.
Seine Amtszeit gilt als glücklos. Mit 71 Jahren war Bernhard Boll bereits geschwächt. Zudem ließ das badische Staatskirchentum, also der von der Regierung mit Nachdruck vertretene Anspruch, der Staat sei der Kirche in jeder Hinsicht übergeordnet, dem Erzbischof kaum Gestaltungsspielräume: Außer der Weihegewalt lagen nahezu alle bischöflichen Rechte bei der staatlichen Kirchenbehörde in Karlsruhe. Der Verwaltungsaufbau musste fast am Nullpunkt beginnen, da von den geistlichen Verwaltungen in Konstanz und Bruchsal außer dem späteren Erzbischof Hermann von Vicari keine Fachleute in die neue Kirchenregierung übernommen worden waren. Und innerhalb des Domkapitels herrschte ebenfalls nicht die nötige Einigkeit. Das geistliche Leben und liturgische Fragen wurden noch lange Zeit viel mehr von den sehr unterschiedlichen Traditionen der Vorgängerbistümer geprägt als von der Kirchenpolitik der Freiburger Kurie. So waren die ehemals konstanzischen Teile des Bistums wesentlich stärker von der Aufklärung geprägt als die deutlich traditionalistischeren Teile im nördlichen Bistum.
Bernhard Boll bot dem Papst seinen Rücktritt an. Noch bevor dieser darüber entscheiden konnte, starb Bernhard Boll am 6. März 1836.

## Ehrung

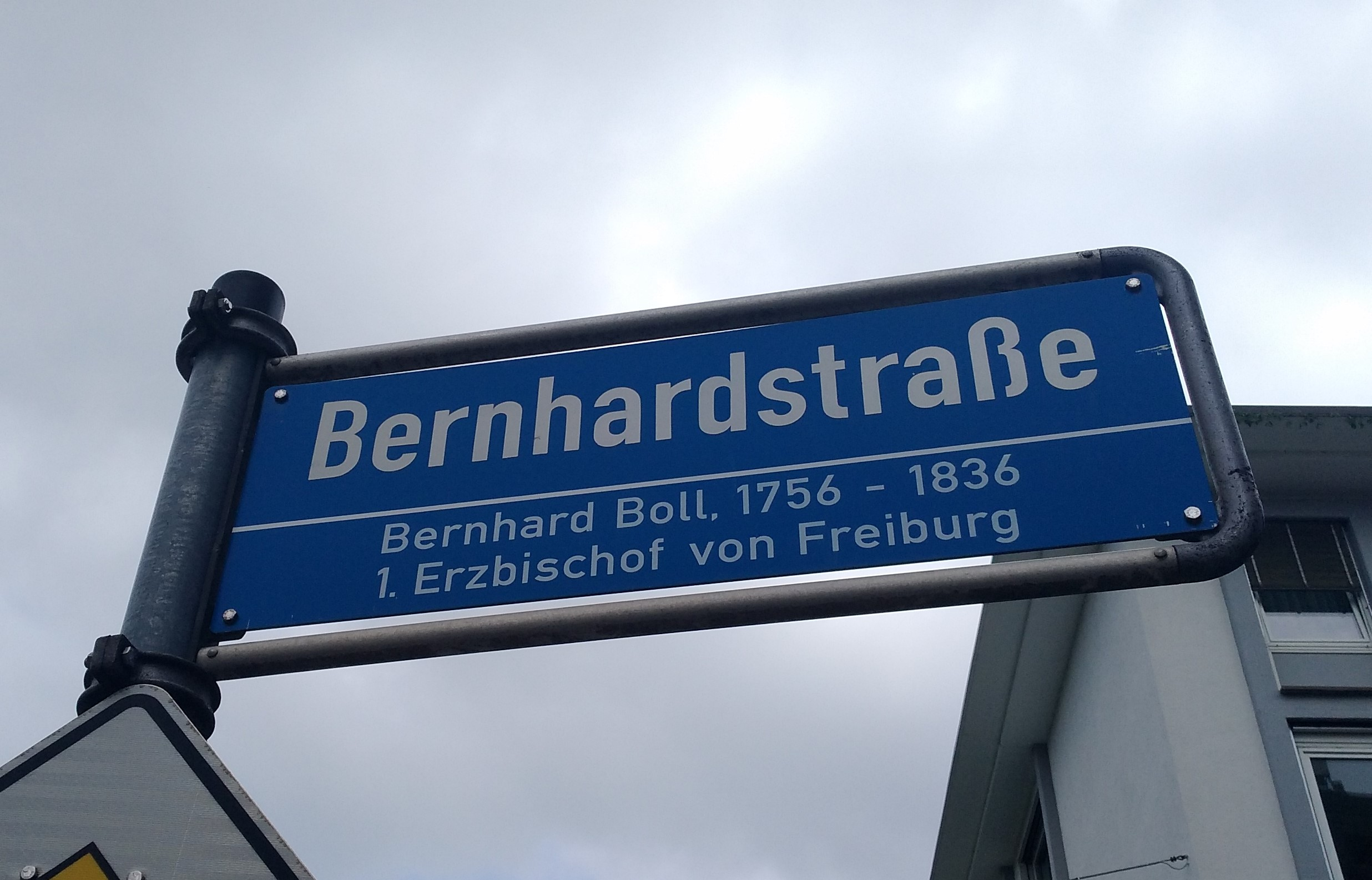
Straßenschild in Freiburg

Die Bernhardstraße in Freiburg-Neuburg ist nach ihm benannt.